# چنگیز مصطفی‌اف
چنگیز مصطفی‌اف (ترکی آذربایجانی: Çingiz Fuad oğlu Mustafayev; ۲۹ اوت ۱۹۶۰ – ۱۵ ژوئن ۱۹۹۲) خبرنگار مستقل آذربایجانی بود. او که دانش‌آموخته علوم پزشکی بود، با گذراندن دوره تخصصی در رشته خبرنگاری، با شروع جنگ قره‌باغ راهی جبهه (جنگ) شد تا گزارش‌های دیداری از نقاط داغ جنگ تهیه کند. بر پایه فرمان رئیس‌جمهوری وقت آذربایجان، پس از مرگش به چنگیز مصطفی‌اف در پاس اقدامات قهرمانانه‌اش نشان قهرمان ملی این کشور اعطاء گردید.

## زندگی‌نامه
چنگیز مصطفی‌اف فرزند فؤاد، ۲۹ اوت سال ۱۹۶۰، در شهر باکوی آذربایجان شوروی تولد یافت. او همان خبرنگار بود، که تصاویر کشته شدگان کشتار خواجه‌لی به دست نیروهای ارمنی و روسیه به سال ۱۹۹۲ را فیلمبرداری نمود. مصطفی‌اف برای مستندسازی این کشتار جمعی از طریق یک بالگرد متعلق به ارتش آذربایجان رهسپار این منطقه شد. از آنجا که هواگردهای ارتش آذربایجان در بسیاری مواقع هدف حملات سنگین نیروهای ارمنستان قرار می‌گرفت، این اقدام او بسیار خطرناک بود. با این حال، او توانست از جنازه صدها غیرنظامی جامانده در کشتزارهای برف‌پوش تصویربرداری نماید، که موید کشتار خواجه‌لی بودند. مصطفی‌اف به هنگام فیلم‌برداری از همان اجساد، با مشاهده پیکرهای غیرنظامیان نتوانسته احساسات خود را کنترل کند، و برخی بخش‌های فیلم صدای او را به همراه دارد، که گریه‌کنان قتل‌عام را توضیح می‌دهد. این فیلم بعد از مدتی در تعدادی از رسانههای جهان پخش شد.
دیدبان حقوق بشر و «جامعه یادبود روسیه» نیروهای ارمنی را عامل این کشتار دانستند.
به گفته «واحد مصطفی‌اف»، برادر این خبرنگار، چنگیز در طول مدت هشت ماه در مجموع ۱۸ مستند راجع به جنگ قره‌باغ تهیه نمود و مستندات تاریخی قابل توجهی را باقی گذاشت.

## مرگ
۱۵ ژوئن ۱۹۹۲، چنگیز مصطفی‌اف هنگام فیلمبرداری از تبادل آتش بین نیروهای آذربایجان و ارمنستان در نزدیکی روستای «ناخیجوانیک» خواجه‌لی، مورد اصابت ترکش خمپاره قرار گرفته و به شدت زخمی شد. با آنکه به بیمارستان منتقل شد، ولی به دلیل انفجار ترکش در داخل بدنش یکی از شریانهای اصلی‌اش دچار جراحات جدی و مرگبار شده بود. از این رو، تمام تلاش‌های پزشکان ناکام ماند، و او به دلیل خونریزی شدید جان خود را از دست داد.
«آی‌ان‌اس جی‌ام»، اولین رادیو مستقل در قفقاز که تحت شعار «مبارزه سرنوشت ماست» فعالیت داشت، اسم خود را به چنگیز مصطفی‌اف نام‌گذاری نمود. «آی‌ان‌اس» مبادرت به تأسیس یک بنیاد به افتخار چنگیز مصطفی‌اف در راستای تشکیل مسابقات خبرنگاری در مناطق مختلف جمهوری آذربایجان ورزید.

## خانواده
چنگیز مصطفی‌اف در یک خانواده معمولی چشم به دنیا گشوده بود. پدرش که افسر ارتش بود و در یکی از یگان‌های موشکی ارتش شوروی کار می‌نمود. او که بزرگترین فرزند خانواده بود، دو برادر به نام‌های «سیف‌الله» (زاده ۱۹۶۲) و «واحد» (زاده ۱۹۶۸) داشت.

## نشان
به فرمان شماره ۲۹۴ ریاست جمهوری آذربایجان مورخ ۶ نوامبر سال ۱۹۹۲، پس از مرگش به چنگیز مصطفی‌اف نشان قهرمان ملی این کشور اعطاء گردید.